# Трескоре Кремаско
Трескоре Кремаско (итал. Trescore Cremasco) је насеље у Италији у округу Кремона, региону Ломбардија.
Према процени из 2011. у насељу је живело 2826 становника. Насеље се налази на надморској висини од 82 м.

## Становништво
Према резултатима пописа становништва 2011. у општини је живело 2.882 становника.
| 1931. | 1936. | 1951. | 1961. | 1971. | 1981. | 1991. | 2001. | 2011. |
| ----- | ----- | ----- | ----- | ----- | ----- | ----- | ----- | ----- |
| 2.116 | 1.918 | 2.040 | 2.017 | 2.027 | 2.136 | 2.117 | 2.374 | 2.882 |